# Spedden (Alberta)
Spedden est un hameau (hamlet) du Comté de Smoky Lake, situé dans la province canadienne d'Alberta.